# Helcogramma aquila
Helcogramma aquila, a veces incorrectamente escrito como H. aquilum, es una especie de pez de la familia Tripterygiidae en el orden de los Perciformes.

## Morfología
• Los machos pueden llegar alcanzar los 4 cm de longitud total.

## Hábitat
Es un pez de mar  y de clima tropical que vive hasta los 6 m de profundidad.

## Distribución geográfica
Se encuentra en Guam y las Filipinas.